# Clarisse Coignet
Pour les articles homonymes, voir Coignet.
Clarisse Coignet, née Gauthier le 17 novembre 1823 à Montagney (Haute-Saône) et morte le 2 juin 1918 à Dampierre (Jura), est une philosophe moraliste, enseignante et historienne française. 
Elle est également associée au mouvement social et politique appelé La Morale indépendante, qui avance l'idée que la morale est indépendante de la science et de la religion.

## Biographie

### Famille
Le père de Clarisse Coignet est Joseph Gauthier, maître de forges tandis que sa mère, Virginie Génisset, est enseignante de littérature latine dans une université de Besançon. Elle est également la nièce de l'écrivaine Clarisse Vigoureux et une cousine de Victor Considerant. C'est par sa tante et son père qu'elle entend parler des concepts phalanstériens qu'elle poursuit grâce à sa lecture des livres de Charles Fourier. 

### Formation
Les difficultés financières de son père forcent la famille à déménager à Paris où elle trouve un poste de répétitrice et de surveillante dans un établissement privé. Elle obtient un brevet d’aptitude à l’enseignement alors que la faillite de son père se produit en 1841. 

### Départ en Grande-Bretagne et retour en France
En 1847, elle part vivre comme lectrice de français à Liverpool et y devient protestante. Une fois rentrée en France, Aimée Beuque lui fait rencontrer les fouriéristes de Lyon. Elle y est présentée par le docteur François Barrier à François Coignet, un ingénieur civil et industriel, qui l’épouse en 1850,. Le couple vit à Paris car l’entreprise de Coignet grandit. Celui-ci invite dans ses salons des républicains et en cache quelques-uns après le coup d’État du 2 décembre 1851. Le couple a trois enfants, Edmond Coignet, Claire Coignet et Lucy Coignet, l'épouse du comte Emeric-Auguste (dit Attila) Gérando-Teleki.
Clarisse Coignet est considérée comme une figure importante du mouvement socio-politique français appelé La Morale indépendante, qui émerge au XIXe siècle. En particulier, l'obtention du poste de rédactrice en chef d'un journal qui se concentre sur les idéaux libéraux de la Révolution française et la sécularisation de l'éducation lui permet d'exercer de son influence.
Les premiers travaux de Clarisse  Coignet sont influencés par la réforme du système éducatif français après la proclamation de la Troisième République française. C'est par exemple le cas dans sa défense de l'éducation publique publiée en 1856 ainsi que dans son récit de la vie d'Élisa Lemonnier, une éducatrice fondatrice d'écoles professionnelles pour jeunes femmes. En 1873, elle critique le catholicisme comme « l'expression la plus puissante du despotisme intellectuel que l'esprit humain n'ait jamais présenté ».
Clarisse Coignet est également connue pour le récit biographique de ses proches, tel Clarisse Vigoureux ou son cousin Victor Considerant et sa politique socialiste.

## Morale indépendante
Clarisse Coignet propose l'idée d'une morale indépendante en évolution, qui reflète les questions abordées dans les discussions philosophiques de son temps. Son principal argument est que la morale ne doit pas être fondée sur la science ou la religion puisqu'elle est produite par les humains. Elle développe cette théorie dans l'ouvrage intitulé La Morale indépendante dans son principe et son objet (1869), qui est également en partie influencé par Emmanuel Kant. Ce travail est né de ses écrits pour le journal indépendant La Morale indépendante.
La théorie de Clarisse Coignet identifie le concept de liberté comme la base de la morale interne, qui se distingue de la morale externe, dérivée de la philosophie ou des sciences naturelles. Par exemple, cela s'explique dans le cas d'un chef de tribu qui bat constamment sa femme. La femme y met un terme lorsqu'elle prend conscience de sa valeur et de sa liberté, lui permettant de regarder son mari avec reproche, éveillant ainsi sa conscience. Selon Clarisse Coignet, la liberté est un principe premier irréductible de l'existence humaine et, par conséquent, de la science morale.
Clarisse Coignet clarifie sa position sur la morale et la religion dans son livre De Kant à Bergson : réconciliation de la religion et de la science dans un spiritualisme nouveau (1911),.